# ジェミニマン (映画)
『ジェミニマン』（Gemini Man）は、2019年のアメリカ合衆国のSFアクション映画。アン・リー監督、ジェリー・ブラッカイマー製作、ウィル・スミス主演。伝説のスナイパーとその若いクローンとの戦いを描いている。

## ストーリー
DIAの凄腕スナイパー、ヘンリー・ブローガンはこれまで72人もの悪人を葬ってきた。しかし、高速走行中の列車に乗るターゲットを狙う際、無関係な少女がターゲットに近付いたため射撃タイミングを想定より遅らせることになり、結果として着弾が頭から首にずれてしまう。これを「もし少女に当たっていたら」と考えたヘンリーは、自身の衰えを理由に引退を決める。
引退生活を始めたヘンリーはレンタルボートを借り、自分を呼び出した旧友のジャック・ウィリスと海上で再会する。ジャックはヘンリーが射殺した最後のターゲットが悪人ではなく分子生物学者であるという情報を掴み、その身を案じていた。生物兵器テロリストだと知らされていたヘンリーは驚き、真実を知るために情報源であるユーリ・コヴァッチと直接会えるよう取り次いでもらう。その頃、DIAの本部ではヘンリーの元上司ジャネット・ラシターと極秘特殊部隊「ジェミニ」の指揮官クレイ・ヴェリスが2人の会話を盗聴していた。ヘンリーが真相を知る事を恐れたヴェリスは、彼を暗殺するため「ジェミニ」を動かそうとするが、ラシターに却下される。
港に戻ってきたヘンリーは、レンタルボートに盗聴器が仕掛けられていたことに気付き、受付のダニー・ザカレウスキーを夕食に誘う。ヘンリーから証拠を突きつけられたダニーはDIA職員であることを認め、2人は食事をしてそれぞれの帰路に着く。深夜、海上のジャックが殺され、ヘンリーの家にも暗殺チームが送り込まれてきた。危険を察知したヘンリーは元相棒のマリーノに逃げるよう連絡を入れるが、通話終了を待たず殺されてしまう。ヘンリーは暗殺チームを返り討ちにすると、眠っていたダニーの家に侵入し、自分達に危険が迫っている事を伝える。ヘンリーとダニーは待ち伏せていたチームを全滅させ、盗んだレンタルボートで港を後にする。暗殺の失敗を知ったヴェリスはラシターを説き伏せ、「ジェミニ」の兵士から刺客を送り込むことを決めた。
コロンビアに向かったヘンリー達は、ヘンリーの旧友でパイロットのバロンを頼る。ヘンリーがDIAのデル・パターソンに電話をかけ問い詰めると、ラシター達の暴走によって「ジェミニ」に問題が起きており、最後のターゲットだった分子生物学者も「ジェミニ」の関係者だったために、情報が改ざんされ暗殺のターゲットとなったのだという。
その翌朝、バロンの家で目覚めたヘンリーはこちらに近付く刺客の姿を目撃する。刺客を街におびき出し銃で狙いをつけるヘンリーだが、その姿は若かりし頃の自分と瓜二つだった。動揺したヘンリーは射殺を躊躇い、銃撃戦とバイクでのチェイスを繰り広げた末に追い詰められるが、警察が介入すると同時に刺客は姿を消す。ヘンリーは情報屋のユーリに会うため、ダニーとバロンと共にブダペストへ向かう。
ヘンリーがユーリと約束を取り付けている間、ダニーによって刺客の帽子とヘンリーの血液がDNA鑑定にかけられ、刺客がヘンリーのクローンであることが判明する。ユーリと会うことができたヘンリーは、暗殺した分子生物学者の手で人類第1号となる自身のクローンが誕生したこと、ヴェリスの目的が感情を取り除いたクローン兵士の大量生産であることを知る。ヘンリーはラシターを電話越しに脅しながら交渉すると、ダニーの安全を保証させ、先日の刺客であるジュニア1人だけを差し向けることを約束させる。
深夜になり、約束の場所に向かったダニーがジュニアと邂逅すると、彼はダニーを人質にヘンリーをカタコンベへ呼び出した。ジュニアは明かりを消し罠を設置して待ち受けるが、ヘンリーは意に介さずジュニアを無力化する。ジュニアを救いたいヘンリーは、ジュニアが自分のクローンであり、指揮官であると同時に養父でもあるヴェリスからは武器としか思われていないと告げるが、認めたくないジュニアはヘンリーの銃を奪おうと襲いかかる。2人はもみ合って格闘した末に痛み分けとなり、ヘンリー達はジュニアを追ってヴェリスのいるジョージア州へ向かう。一足先にヴェリスのもとに戻ったジュニアが嘘を吐いていたことを責めると、ヴェリスは言葉巧みに説き伏せて抱擁し、ジュニアは涙を流す。
ジョージア州へ到着したヘンリーはジュニアによって蜂の毒を撃ち込まれるが、それは本当にクローンかを確かめるためのテストだった。ジュニアは解毒剤を打つとヘンリーの右腕に仕込まれていた発信機を取り除き、ヘンリーに協力するためヴェリスのもとへ案内する。しかし、その道中には「ジェミニ」が待ち構えており、不意打ちを受けてバロンが死んでしまう。ヘンリーとダニーが「ジェミニ」と銃撃戦を行う中で、ジュニアはヴェリスに立ち向かい彼を気絶させると、2人の救援に現れて残っていた「ジェミニ」を射殺する。
しかし、ヴェリスの傍で待機し続けていた1人の兵士が、目を覚ましたヴェリスの命令でヘンリー達に襲い掛かってくる。3人は協力してなんとか撃退するが、その顔はジュニアと同じ若き頃のヘンリーだった。彼の死を見届けると、ヴェリスが現れて「感情のない最強のクローン軍団さえいれば、普通の兵士は死なず誰も悲しまない」と主張する。ジュニアは激怒しヴェリスを殺そうとするが、ヘンリーは優しく諭しながら銃を自分の手に移し、自らの手でヴェリスを射殺した。
後日、ヘンリーはパターソンの前に現れ、「ジェミニ」やクローン計画が解体されたこと、上層部がジュニアを見逃しラシターを捕まえたことが明らかになる。6ヵ月後、ヘンリー、ダニー、ジュニアの3人は再会を喜びながら、新たな人生を歩み出していく。

## キャスト
※括弧内は日本語吹替
ヘンリー・ブローガン
演 - ウィル・スミス（江原正士）
DIAを引退した凄腕のスナイパー。51歳。蜂アレルギーで、水が苦手。
ジュニア
演 - ウィル・スミス（山寺宏一）
ヘンリーを殺すために送り込まれた暗殺者。25年前に作られたヘンリーのクローン。事件終結後は新たに"ジャクソン"という身分を与えられ、大学生として過ごしている。
ダニー・ザカレウスキー
演 - メアリー・エリザベス・ウィンステッド（菅野美穂）
DIAの女性潜入捜査官。長官の直属で、引退したヘンリーを監視する任務に就いていたが、彼の関係者と見なされ命を狙われるようになる。
クレイ・ヴェリス
演 - クライヴ・オーウェン（井上和彦）
DIA職員。極秘特殊部隊「ジェミニ」の指揮官。ヘンリーに無断で彼のクローンを作り出し、自分の養子としてジュニアと名付け、完璧な兵士に育て上げた。
バロン
演 - ベネディクト・ウォン（後藤光祐）
ヘンリーの旧友。ヘンリー曰く「ろくでなしだが超一流のパイロット」。
ジャック・ウィリス
演 - ダグラス・ホッジ（辻親八）
元DIAの職員。ヘンリーの旧友。
デル・パターソン
演 - ラルフ・ブラウン（佐々木睦）
DIA職員。ヘンリーとは旧知の仲。
ジャネット・ラシター
演 - リンダ・エモンド（塩田朋子）
DIA職員。ヘンリーの元上司。
ユーリ・コヴァッチ
演 - イリア・ヴォロック（青山穣）
ブダペストにいる情報屋。ヘンリーのファンを自称するが、共通の友人であるジャックが死ぬ原因となった彼を憎んでもいる。
マリーノ
演 - E・J・ボニーリャ（阪口周平）
ヘンリーの元相棒。ターゲットの見張り役を担当する。
キティ
演 - セオドラ・ミラン（岡純子）
ヘンリーの父
演 - ディエゴ・アドナイ（北田理道）
ヘンリーの母
演 - リッラ・バナク（小若和郁那）
アニコ
演 - アレクサンドラ・スーク（松浦裕美子）
エージェント1
演 - ティム・コンロイ（菊池通武）
パターソンの息子
演 - ダニエル・サライヤーズ（高野憲太朗）
ボート・オーナー
演 - ジェフ・JJ・オーサーズ（拝真之介）

## 製作
当初ジェミニマンはダーレン・レムケの構想を基に、ドン・マーフィプロデュース、トニー・スコット監督によりウォルト・ディズニー・ピクチャーズが製作し、1997年に公開する予定だった。スコット、カーティス・ハンソンそしてジョー・カーナハンが監督候補に挙げられていた。ディズニーに2001年まで存在したアニメーション/視覚効果部門の「シークレット・ラボ」は当時、主演俳優の若いCGクローンの作成などのVFXが含まれた「ヒューマン・フェイス・プロジェクト」と呼ばれる短編フィルムを製作した。ハリソン・フォード、ロバート・デニーロ、アル・パチーノ、マイケル・ダグラス、クリス・オドネル、メル・ギブソン、トミー・リー・ジョーンズ、ケヴィン・コスナー、ピアース・ブロスナン、ブルース・ウィリス、ジョン・トラボルタ、ジョン・ヴォイト、デンゼル・ワシントン、ジョニー・デップ、ニコラス・ケイジ、ブラッド・ピット、キアヌ・リーブス、トム・クルーズ、クリント・イーストウッド、ジェラルド・バトラー、ニック・ノルティ、マット・デイモン、ベン・アフレック、ジェイソン・ステイサム、アーノルド・シュワルツェネッガー、シルヴェスター・スタローン、ショーン・コネリーが主演級の役に候補として挙がっていた。しかし当時は映画製作に必要な技術が十分に開発されていなかったため、ディズニーでは製作が進展することはなかった。
レムケの脚本はビリー・レイ、アンドリュー・ニコル、デイヴィッド・ベニオフ、ブライアン・ヘルゲランド、ジョナサン・ヘンズリー、そしてスティーヴン・J・リヴェルとクリストファー・ウィルキンソンの執筆チームによって書き直された。
2016年、スカイダンス・プロダクションズはディズニーから権利を獲得し、ジェリー・ブラッカイマーと、スカイダンスのデヴィッド・エリソン、デイナ・ゴールドバーグ、ドン・グランガーがプロデューサーとなった。マーフィー、マイク・ステンソン、チャド・オマン、ブライアン・ベルと、フォスン・ピクチャーズのグォ・グワンチャンが製作総指揮を務めた。2017年4月、パラマウント映画とスカイダンスから、アン・リーが監督に選ばれ、直ちにフォスン・ピクチャーズが資金調達に参加した。
ウィル・スミスが主役に決定し、あわせて公開日も2019年10月11日に決まった。 2018年1月、クライヴ・オーウェンとメアリー・エリザベス・ウィンステッドの参加が決まった。ウィンステッドはタチアナ・マスラニーとのヒロイン選考で役を勝ち取った。2018年2月、映画撮影の開始とともにベネディクト・ウォンがキャストに加えられた。
主要な製作は2018年2月27日にジョージア州グレンヴィル とカルタヘナで開始された。ブダペストのセーチェーニ温泉で2018年5月まで撮影が続けられた。リーの前作品『ビリー・リンの永遠の一日』と同様に、本作品も120fpsのハイフレームレート、3Dデジタル撮影され、STEREOTEC 3D リグを装着した ARRI Alexaカメラが使用された。
VFXはWETAデジタルが提供し、ビル・ウェステンホファーがスーパーバイザーを担当した。

## 撮影
本作は監督であるアン・リーの意向により映画に没入できる最適なフォーマットとして、2016年に製作した『ビリー・リンの永遠の一日』でも導入されたHFR（High Frame Rate＝高フレームレート）120fps/4K/3Dにて撮影をおこなっている。

## 公開
2019年10月11日に全米公開され、初週の週末興行収入は2050万ドル（約22億2500万円）を下回り３位でデビュー。続いて公開された中国での初週の週末興行収入も、わずか2100万ドル（約23億円）と振るわず。制作費1億4000万ドル（約152億円）に加え、1億ドル（約109億円）以上の広告宣伝費をかけており、本作の興行的失敗により、配給元のパラマウント映画は1億1110万ドルの赤字を計上すると見込まれている。

## 作品の評価
Rotten Tomatoesによれば、批評家の一致した見解は「『ジェミニマン』の印象的なビジュアルはいくつかの強力なパフォーマンスに支えられているが、このSFスリラーはもどかしいほどに質の低いストーリーによって致命的に損なわれている。」であり、305件の評論のうち高評価は26%にあたる80件で、平均して10点満点中4.7点を得ている。
Metacriticによれば、49件の評論のうち、高評価は11件、賛否混在は21件、低評価は17件で、平均して100点満点中38点を得ている。